# Estol
Estol (português brasileiro) ou perda de sustentação (português europeu) (do inglês stall) é um termo utilizado em aviação e aerodinâmica que indica a separação do fluxo de ar do extradorso da asa, resultando em perda de sustentação. Isto acontece porque o ar descola da asa (deixa de passar por cima do extradorso de forma a gerar uma depressão e forme um vector de sustentação). No estol o ponto de transição (zona da asa onde o ar descola da asa e forma turbulência) estará sempre na parte anterior do vector de sustentação (lift) que está situado na corda e no centro de pressão.

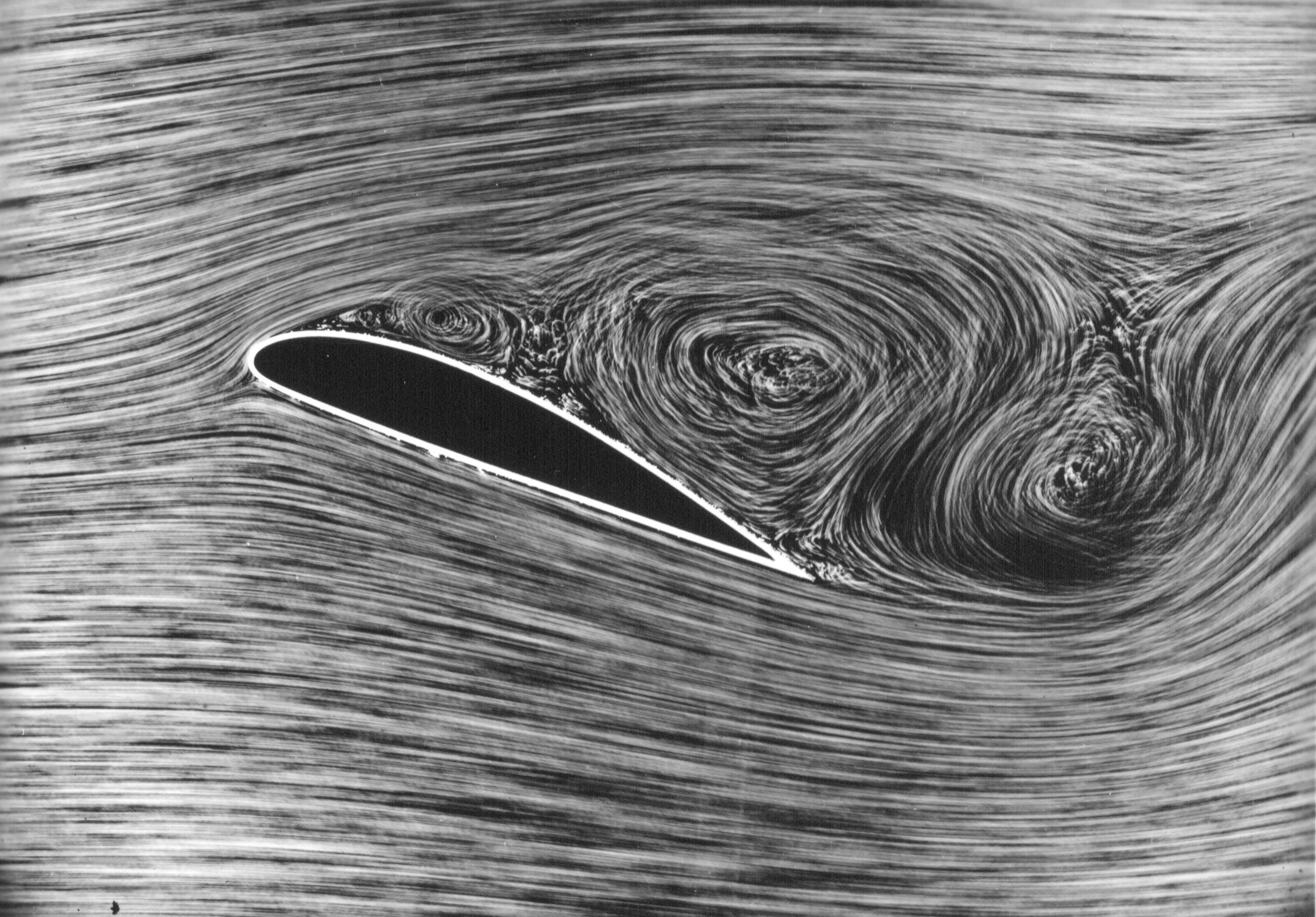
Separação de Fluxo de Ar

Este vector é 90 graus, perpendicular ao vento relativo e menos 90 graus ao vector de resistência (drag).
Indica também a perda de velocidade e, consequentemente, de altitude, de um corpo aerodinâmico (ave ou avião), devido à diminuição da força de sustentação.

## Velocidade de Estol

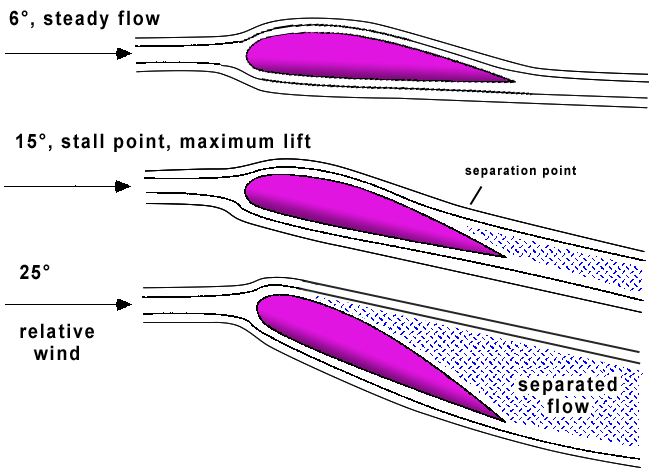
Aumento do ângulo de ataque para além do ângulo crítico

O estol depende apenas do ângulo de ataque, porém quanto mais baixa for a velocidade de uma aeronave em voo reto nivelado, maior deverá ser o ângulo de ataque para que o vetor sustentação se mantenha igual ao vetor peso. A velocidade onde o ângulo de ataque crítico é atingido é conhecida como Velocidade de Estol. O voo abaixo dessa velocidade se torna impossível, pois qualquer incremento no ângulo de ataque a partir deste ponto acarretaria em um massivo descolamento do fluxo de ar e consequentemente a redução da sustentação.
A velocidade de estol pode ser definida como:
{\displaystyle Vs={\sqrt {\frac {2W}{\rho SClmax}}}}

Onde:
Vs é a velocidade de estol
W é o peso da aeronave
ρ é a densidade do ar
S é a área da asa

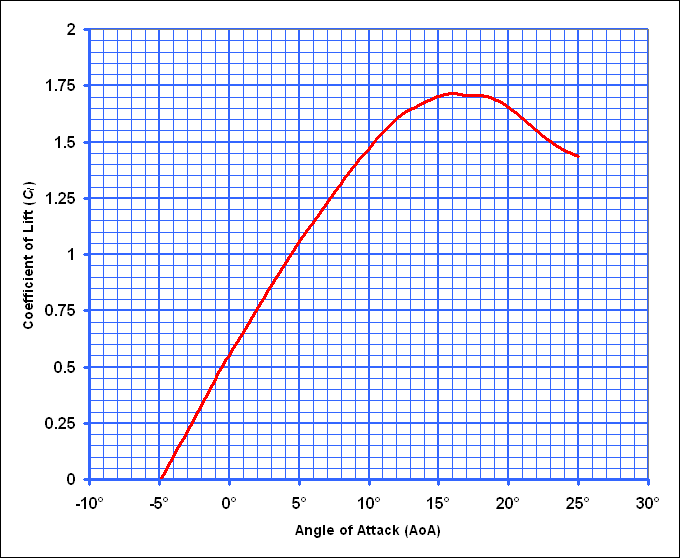
Curva típica do Coeficiente de Sustenção vs. ângulo de Ataque para um perfil assimétrico.Note que neste perfil o estol ocorre a 16 graus de ângulo de ataque

Clmax é o coeficiente de sustentação máximo para o perfil

##### Velocidade de estol em curva
A velocidade de estol publicada para uma aeronave é definida em condição nivelada com fator carga equivalente a 1g. Ao executar uma curva, a aeronave requer um acréscimo no vetor sustentação para produzir a aceleração lateral necessaria.

Fator carga (n) para o voo em curva

Esse acréscimo de sustentação é obtido com o aumento do ângulo de ataque o que coloca a aeronave em uma condição mais próxima do ângulo critico e por consequência do estol. Quanto maior o ângulo de inclinação lateral maior será a velocidade de estol.
A velocidade de estol curva é definida como:
{\displaystyle Vsn=Vs{\sqrt {n}}}
Onde:
Vsn é a velocidade de estol para o fator carga
Vs é a velocidade de estol para n=1
n é o fator carga

Lembrando que o fator carga n é definido como:
{\displaystyle n={\frac {1}{\cos \theta }}}
Onde:
θ é o ângulo de inclinação lateral